# Cosa succederà alla ragazza
Cosa succederà alla ragazza è il 19º album discografico di Lucio Battisti, pubblicato il 6 ottobre 1992 dall'etichetta discografica Columbia Records.

## Descrizione
Quarto disco di Battisti che utilizza i testi del paroliere Pasquale Panella, Cosa succederà alla ragazza persevera nella strada intrapresa con il precedente La sposa occidentale, con ritmiche e arrangiamenti ottenuti con strumentazioni computerizzate, orientati verso la techno-music. Può anche essere interpretato alla maniera di concept album, come si intendeva negli anni sessanta, con canzoni che raccontano, secondo lo stile poetico di Panella, la storia di una figura femminile, la ragazza del titolo.
L'uscita del disco rispetta la cadenza biennale che sembra divenuto il tempo necessario per la realizzazione di un album della coppia Battisti/Panella. Il precedente La sposa occidentale era stato prodotto da un batterista, Greg Walsh, che già aveva suonato in Don Giovanni, e Cosa succederà alla ragazza continua in questo solco, pur cambiando il gruppo di lavoro: con il produttore e batterista Andy Duncan sono presenti negli studi Sarm West di Londra soltanto altri due musicisti, il tastierista Lyndon Connah (che ha suonato con i Level 42) e il chitarrista Spike Edney, conosciuto anche come «il quinto Queen» perché nei concerti del gruppo britannico suona spesso le tastiere, poiché si tratta di un polistrumentista.
Andy Duncan, reduce da un tour con i Simple Minds, aveva conosciuto Lucio Battisti durante le registrazioni di La sposa occidentale, dove suonava la batteria; d'altronde la gerarchia strumentale di Battisti è stata resa esplicita fino dal titolo del suo ottavo album, Lucio Battisti, la batteria, il contrabbasso, eccetera, quindi prima la voce, poi la ritmica, poi il resto, non stupisce quindi il suo ricorso alla collaborazione con professionisti che testimonino l'importanza dell'elemento ritmico nella concezione generale di un album e nell'architettura musicale di una canzone.
In precedenza Andy Duncan aveva lavorato come produttore e turnista con numerosi artisti della scena pop rock britannica: i Boomtown Rats di Bob Geldof, gli Wham! e George Michael da solo, David Bowie, Tony Banks, Pet Shop Boys, Frankie Goes to Hollywood, Robbie Williams, Kylie Minogue e, più di recente, Andrea Bocelli. Erano queste le sonorità che Battisti stava cercando.
La voce di Battisti, che canta sulle solite frequenze, si stende su un tappeto di tastiere con qualche intervento della chitarra elettrica, gli assoli d'organo sono molto semplici. La batteria è naturalmente in primo piano.
Nei testi di questo album Pasquale Panella sembra alla ricerca della sonorità della parola, molto più che nei dischi precedenti; l'effetto è quello di un significante che si fonde con la musica, senza riguardo per il significato, e si adatta a una musica dall'apparenza “automatica”, che all'ascolto ha l'aspetto a elica di una costruzione di Escher. Dal punto di vista dei testi, Cosa succederà alla ragazza è dominato dal sentimento puro, le canzoni sono labirinti di parole in bilico tra mantra e poesia che nuotano in un mare di immagini (le stesse che sono scomparse dalle sue famose copertine bianche). Pullulano inoltre i riferimenti religiosi.
Dall'album prende il titolo l'omonimo romanzo giallo dello scrittore Franco Ricciardiello (2014).
La copertina del disco è completamente bianca con su scritto a mano l'acronimo del nome dell'album, ovvero C.S.A.R., acronimo che ricorda molto da vicino la parola russa CZAR (dal latino Caesar, oggi Zar e Kaiser).

## Accoglienza
| Recensione       | Giudizio |
| ---------------- | -------- |
| Ondarock         | 7 / 10   |
| Sentireascoltare | 7,8 / 10 |

Cosa succederà alla ragazza fu solo il 57º album più venduto in Italia nel 1992, raggiungendo come picco nella classifica settimanale il quinto posto e rimanendo in classifica per un totale di tredici settimane.

## Tracce
Lato A
Testi di Pasquale Panella, musiche di Lucio Battisti.
1. Cosa succederà alla ragazza – 5:00
2. Tutte le pompe – 4:48
3. Ecco i negozi – 5:03
4. La metro eccetera – 4:14

Durata totale: 19:05
Lato B
Testi di Pasquale Panella, musiche di Lucio Battisti.
1. I sacchi della posta – 5:35
2. Però il rinoceronte – 5:51
3. Così gli dei sarebbero – 4:53
4. Cosa farà di nuovo – 4:56

Durata totale: 21:15

## Brani

### Cosa succederà alla ragazza
Gli accenti ritmici sono affidati a un'insistente linea di basso sintetico intorno alla quale la canzone si avvolge. La ritmica è padrona assoluta, sebbene non vada trascurato un recupero dell'orecchiabilità e della cantabilità.

### Tutte le pompe
Il brano è costruito su una sorta di cut-up musicale, con le evoluzioni melodiche spiazzanti che caratterizzano tutto l'ultimo periodo di Battisti. L'avvio ritmato introduce le tastiere (con un effetto rotary-speaker che ricorda il Leslie del 1940 e l'organo Hammond), che a loro volta fanno da apripista alla voce.

### Ecco i negozi
Le sonorità decisamente dub di questo brano nascono probabilmente dal fatto di registrare in Inghilterra, a contatto con le nuove tendenze. Il pezzo inizia con un testo parlato che non è propriamente rap, e procede lungo le strofe con un accompagnamento a struttura iterativa dalla ritmica dondolante.
Nello stesso anno 1992 la canzone esce come singolo in un compact disc promozionale.

### La metro eccetera
Il brano presenta una struttura più tradizionale rispetto agli altri pezzi dell'album, con parti musicali che si presentano con una ricorrenza precisa secondo lo schema

A B / AB / A B B / A B B / A B / A B

Da notare come la sequenza armonica di A rispetti quella di Il paradiso, canzone di Battisti-Mogol del 1968. Si tratta forse della più orecchiabile tra le 40 canzoni pubblicate durante la collaborazione con Panella. Il testo descrive in maniera evocativa un viaggio in metropolitana.

### I sacchi della posta
Altro pezzo forte del disco per quanto riguarda la cantabilità, un tempo vivace con arrangiamento di fiati elettronici che sostiene un testo tra i più felici di Panella paroliere.

### Però il rinoceronte
La ritmica dub si riaffaccia in questo brano che è un classico esempio della facilità melodica dell'autore. Le variazioni nella sequenza armonica del pezzo lo rendono uno dei migliori dell'album, dal punto di vista musicale. Nel finale, dall'aspetto solenne, c'è un motivo di organo che ricorda armonie alla Procol Harum. Il testo parla della ragazza protagonista, ed è una sorta di canzone d'amore con originali riferimenti, scritta nel solito stile surreale e surrealista di Panella.

### Così gli dei sarebbero
La voce canta alcuni passaggi in falsetto. Il timbro vocale di Battisti è lo stesso degli esordi, non sembra minimamente incupito con l'età: il carattere è ancora argentino malgrado lo spettro limitato, leggermente strozzato, che con lo svanire del significato dei testi ha raggiunto lo status di uno strumento alla pari degli altri: Lucio Battisti è diventato la prima voce virtuale della musica italiana.

### Cosa farà di nuovo
L'orecchiabilità melodica di questo brano, nel quale sono protagoniste le tastiere, e la capacità di variare all'interno della sequenza armonica riallacciano l'ispirazione di Battisti al primo, esaltante periodo della sua carriera di compositore.

## Formazione
- Lucio Battisti - voce
- Andy Duncan - batteria
- Spike Edney - chitarra
- Lyndon Connah - tastiera

## Cover
Alice, nel 2003, ha inciso due cover tratte da questo album di Battisti: Cosa succederà alla ragazza e Ecco i negozi, quest'ultima in duetto con Morgan.
Max Pezzali, nel 2006, ha inciso una cover del brano La metro eccetera con un arrangiamento moderno di Stylophonic.
Nel 2018, Spartiti (duo formato da Jukka Reverberi di Giardini di Mirò e Max Collini, ex di Offlaga Disco Pax) con DJ Rocca hanno inciso una cover di Ecco I Negozi, Pankow hanno inciso una cover di Cosa Succederá alla Ragazza e Riva (con Myss Keta) ha inciso una cover di La metro eccetera. I suddetti tre brani appaiono nell'album LB/R La Bellezza Riunita.

## Classifiche

### Classifiche settimanali
| Classifica (1992) | Posizione massima |
| ----------------- | ----------------- |
| Europa            | 53                |
| Italia            | 2                 |